# Josep Romero
Josep Romero (1734-1739) fou el setè mestre de capella de la capella de Música de Sant Esteve d'Olot. És molt probable que substituís Tomàs Martí entre finals de 1731 i 1738, sent nomenat mestre de capella de Sant Esteve, el 5 de juny de 1739. Romero actuà en qualitat de mestre de capella en el tribunal examinador de les oposicions al magisteri de l'orgue de la col·legiata de Sant Joan de les Abadesses.
Era fill de Josep Romero, sombrerer de la vila d'Esparreguera, i d'Elisabet. El seu oncle Jaume Romero era prevere i beneficiat de la parroquial d'Esparraguera, i fou el marmessor del seu testament. Fou enterrat al vas dels beneficiats de Sant Esteve.